# The Place After This One
The Place After This One è il decimo album in studio del gruppo musicale statunitense Underoath, pubblicato nel 28 marzo 2025.

## Tracce
Testi di Spencer Chamberlain et Aaron Gillespie.
1. Generation No Surrender – 2:47
2. Devil – 3:47
3. Loss – 3:01
4. Survivor's Guilt – 3:18
5. All the Love is Gone – 3:02
6. And Then There Was Nothing – 2:13
7. Teeth – 2:36
8. Shame – 2:55
9. Spinning in Place – 2:26
10. Vultures (feat. Troy Sanders of Mastodon) – 2:53
11. Cannibal – 3:21
12. Outsider – 4:18

## Formazione
- Timothy McTague – chitarra, cori
- Christopher Dudley – tastiera, sintetizzatore
- Aaron Gillespie – batteria, voce
- Spencer Chamberlain – voce, chitarra
- Grant Brandell – basso